# Clermont (Ariège)
Clermont település Franciaországban, Ariège megyében. Lakosainak száma 118 fő (2022. január 1.). Clermont Camarade, Lescure, Le Mas-d’Azil, Montseron és Rimont községekkel határos.

## Népesség
A település népességének változása:
| Lakosok száma | 102  | 90   | 82   | 82   | 105  | 111  | 114  | 115  | 116  | 118  |
|               | 1968 | 1982 | 1990 | 2006 | 2013 | 2015 | 2017 | 2019 | 2020 | 2022 |